# Uniwersytet w Cincinnati
Uniwersytet w Cincinnati (ang. University of Cincinnati) – amerykańska uczelnia publiczna znajdująca się w Cincinnati, w stanie Ohio. 
Jej początki datuje się na rok 1819, kiedy to założono Cincinnati College oraz Medical College of Ohio, na bazie których w 1870 utworzono Uniwersytet Ohio. Pierwszą kobietą ze stopniem doktora Uniwersytetu w Cincinnati była Annette Frances Braun (1911).  
W skład uczelni wchodzi 16 wydziałów. W 2016 liczba studentów wynosiła 44 338. W rankingu amerykańskich uniwersytetów sporządzonym w 2017 przez U.S. News & World Report uczelnia uplasowała się na 135. pozycji. 
Uczelniane drużyny sportowe noszą nazwę Cincinnati Bearcats i występują w NCAA Division I. Dwa tytuły mistrzowskie NCAA zdobyła dla uniwersytetu sekcja koszykówki mężczyzn w 1961 i 1962.